# Pilgrimstad
Pilgrimstad is een plaats in de gemeente Bräcke in het landschap Jämtland en de provincie Jämtlands län in Zweden. De plaats heeft 405 inwoners (2005) en een oppervlakte van 64 hectare. De plaats ligt aan de noordwestelijke oever van het Revundssjön, ongeveer 30 kilometer ten zuidoosten van de stad Östersund. De Europese weg 14 en een spoorweg lopen door de plaats. Er is een treinstation.
De plaats heeft zijn naam gekregen door pelgrims, die op reis waren naar het graf van Olaf II van Noorwegen in Trondheim. Zij stopten bij een bron in Pilgrimstad. De plaats ligt aan het Sint Olavspad en is ook bekend vanwege de kleine bierbrouwerij Jämtlands Bryggeri die er gevestigd is.

## Geboren
- Dan Berglund (1963), jazzbassist